# 金庫

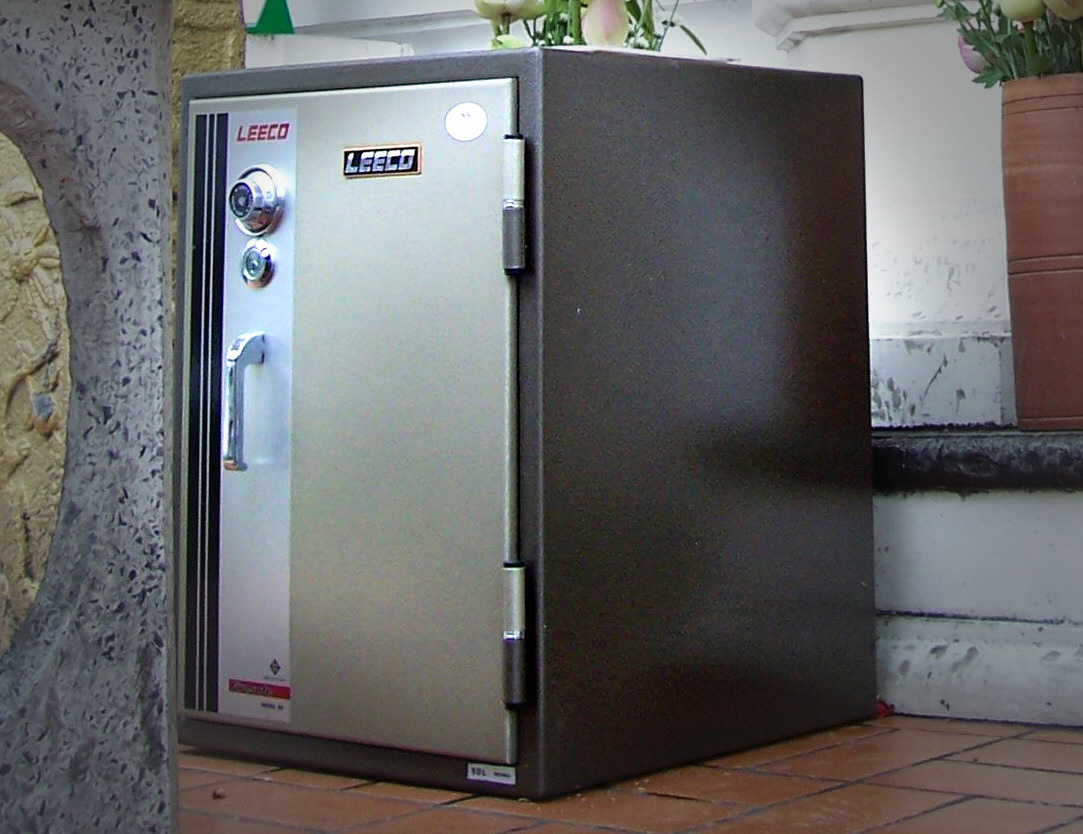
金庫の一例

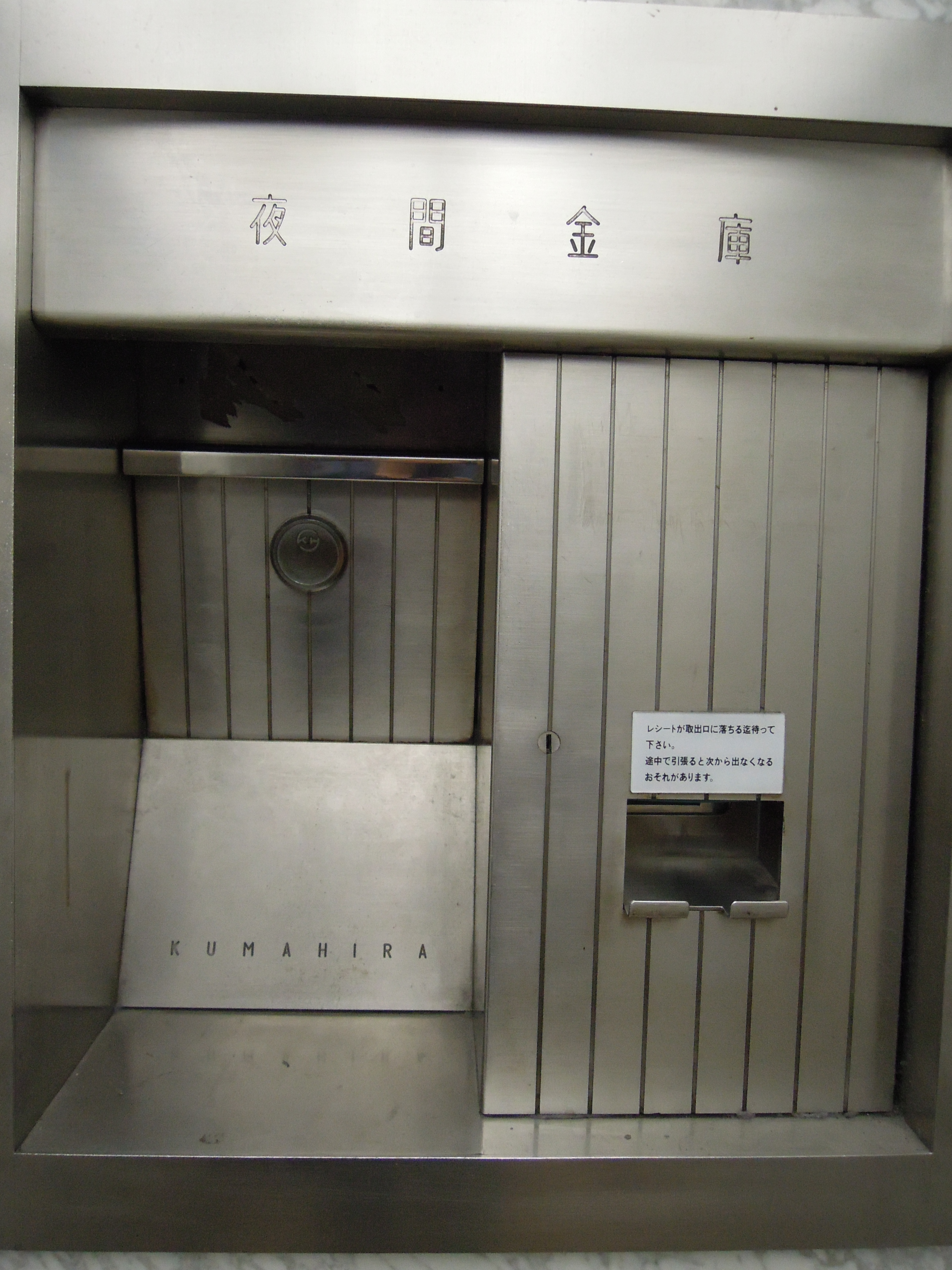
夜間金庫

金庫（きんこ）とは、現金や有価証券などの貴重品を収蔵する倉庫または容器。

## 金庫の歴史
最初に作られた金庫は紀元前13世紀に遡り、ファラオ・ラムセス2世の墓で発見された。木で作られており、現代のピンタンブラー錠に似た施錠システムを備えていた。
16世紀、南ドイツ、オーストリア、フランスの鍛冶屋が初めて鉄板で金庫を鍛造した。これらの鉄板金庫は、19世紀に大量生産された金庫のモデルとなった。
17世紀の北ヨーロッパでは、鉄製の金庫が樽の形をしていて、その上に南京錠が付いているものもあった。
1835年、イギリスのウォルヴァーハンプトンの発明家チャールズとジェレミア・チャブは、防犯金庫の特許を取得し、金庫の生産を開始した。チャブ兄弟は1818年から錠前を製造していた。チャブ・ロックスは2000年にアサ・アブロイに売却されるまで独立した会社だった。
1886年11月2日、発明家のヘンリー・ブラウンは「書類を保管・保存するための容器」の特許を取得した。この容器は鍛造金属で作られているため、耐火性があり事故に強いものだった。この箱は鍵で安全に保管でき、重要な書類を整理するためのさまざまなスロットを備えているため整理整頓も可能であった。

## 金庫の特徴
日本の金庫は錠が扉前面に付いている形式が一般的である。日本の金庫では容量を大きくするため錠本体を金庫の前面の外部に取り付けているものが多い。
西洋の金庫は錠が扉背面に付いている形式が一般的である。西洋の金庫では破錠を防ぐために錠を厚い鉄の壁の内部に収めているものが多い。

## 目的による分類

### 耐火金庫
主に火災で紙幣や書類やデータディスクが焼失するのを防止する目的の金庫。盗難防止性能もある程度は備えているが、あまり高くない。一般的なものでは、本体の主材はコンクリートであり、それに水が含まれている。火災時にはその水が蒸発し、気化冷却で内部の温度を低く維持する。経年により水分が少しずつ蒸発しているため、耐用年数は20年としている。
標準品は紙幣や書類の焼失防止には役立つが、内部はかなり高温になる上、コンクリートからの水分の蒸発により多湿になるため、データディスクの内容が消失したり、各種フィルム類が損傷したりすることもある。このため、内部の温度上昇などを抑えているデータメディア対応耐火金庫もある。

### 防盗金庫
主に盗難防止を目的とした金庫。複数人でなければ搬出も困難なように非常に重量があり（数百キログラム）、室内に固定出来て（外すには工具が必要）、更に開錠も手間が掛かるようになっている。なお、日本では防盗金庫という名前で販売されている製品は全て耐火性能もある。

### 貸金庫
家に金庫を置くのは不安という客の声に合わせて登場したサービスが、貸金庫。主に銀行が空間を保有し、個別の保管場所を貸し出す。月極料金が大半。但し、天災による被害や銀行が破綻すれば、貸金庫に預けている物品の引き出しが出来なくなるという欠点がある。

## ロック方式による分類

### ダブルロック式
錠前が2つ付いている。一つだけでは開けることは出来ない。第2の錠に挿す鍵がハンドル代わりで、開錠している間は扉に固定され、手掛けも付いていない。

### ダイヤル式
扉についているダイヤルを左右に数回回転させ、内部の構造を開錠位置に合わせる。「右へa回回してbに合わせ、その位置から左へc回回してdに合わせ、その位置から更に右へe回回してfに合わせ、そこでハンドルをひねる」という具合。暗証番号の変更には専門の知識が必要。

### テンキー式
デッドボルトの固定・解除を電子錠で制御する。暗証番号を入力すると開錠するようになっている。大部分の製品では暗証番号を変えられる。あまり頻繁に番号を変えると覚えにくい。
一部の製品では電池ボックスが扉の内側・電子ロックの裏面部分にあるため（窃盗者によるシステム破壊を防ぐ理由もある）、施錠した状態で電池が切れた場合はメーカーのサービススタッフを呼ばないと開錠できない。2003年3月、秋田県立雄物川高等学校で、入学試験問題を保管している金庫の電池が切れたために試験問題を取り出せなくなり、とうとうロックスミスが呼ばれて扉に穴を開ける事態に発展、試験開始が20分遅れるというトラブルがあった（この場合、ピッキング技術は全く役に立たない）。
長く使っていると、よく押す数字のボタンに指の跡が付いたり刻印が磨り減ったりして、暗証番号を推測されてしまう場合もある（この対策として、ボタンが透明で数字配列も準備操作の度に変わり、一定させない機能がついた製品も登場している）。

### ひょっとこ錠
別名・筒錠。イギリスのジョセフ・ブラマー（en:Joseph Bramah）が発明したもので、英語ではこれにちなみBramah Lock。鍵の片側が凸凹しており、ひょっとこ錠を解錠する鍵が必要である。
ひょっとこ錠は先端に凸凹があり錠の奥にも凸凹がある。
ひょっとこ錠は基本形と奥を同時に押し込む必要があり、ピンセットなどでは解錠できない。そのため、ひょっとこ錠は壊すか形状に合った鍵を作らないと開けることができない。

## 金庫の形態

### 手提げ金庫
個人の金と公金（売り上げなど）を区別するための手提げ可能な製品（手提げ金庫。cash box）も存在する。

### 金庫の固定
据え置き型金庫では、床にボルトで固定できる場合もある。床に固定すると、軽い金庫であってもなかなか持ち去れない。泥棒があきらめる決め手となる場合も多い（工具を準備して犯行に及んだ場合は計画性が高いという事で処罰が重くなる）。

## 金庫室
貴重品を収蔵するため建造物の一区画に厳重に施錠できるようにした構造を設けた専用の空間を金庫室という。金融機関の建物などで用いられる。組立型の組立金庫室もある。